# Nascar Sprint Cup Series 2012
Nascar Sprint Cup Series 2012 var den 64:e upplagan av den främsta divisionen av professionell stockcarracing i USA sanktionerad av National Association for Stock Car Auto Racing.
Säsongen bestod av 36 race och inleddes på Daytona International Speedway med uppvisningsloppen Budweiser Shootout 18 februari och Gatorade Duels 23 februari, vilket även var slutkval till den 54:e upplagan av Daytona 500. Säsongen avslutades 18 november på Homestead-Miami Speedway med Ford Ecoboost 400. Brad Keselowski vann mästerskapstitel. Chevrolet vann märkesmästerskapet för tionde året i rad.

## Tävlingskalender
| Nr                       | Officiellt namn                                      | Bana                                                   | Datum          |
| ------------------------ | ---------------------------------------------------- | ------------------------------------------------------ | -------------- |
| U                        | Budweiser Shootout                                   | Daytona International Speedway, Daytona Beach, Florida | February 18    |
| KV                       | Gatorade Duel                                        | Daytona International Speedway, Daytona Beach, Florida | February 23    |
| 1                        | Daytona 500                                          | Daytona International Speedway, Daytona Beach, Florida | 26 27 februari |
| 2                        | Subway Fresh Fit 500                                 | Phoenix International Raceway, Phoenix, Arizona        | 4 mars         |
| 3                        | Kobalt Tools 400                                     | Las Vegas Motor Speedway, Las Vegas, Nevada            | 11 mars        |
| 4                        | Food City 500                                        | Bristol Motor Speedway, Bristol, Tennessee             | 18 mars        |
| 5                        | Auto Club 400                                        | Auto Club Speedway, Fontana, Kalifornien               | 25 mars        |
| 6                        | Goody's Fast Relief 500                              | Martinsville Speedway, Ridgeway, Virginia              | 1 april        |
| 7                        | Samsung Mobile 500                                   | Texas Motor Speedway, Fort Worth, Texas                | 14 april       |
| 8                        | STP 400                                              | Kansas Speedway, Kansas City, Kansas                   | 22 april       |
| 9                        | Capital City 400 presented by Virginia is for Lovers | Richmond International Raceway, Richmond, Virginia     | April 28       |
| 10                       | Aaron's 499                                          | Talladega Superspeedway, Talladega, Alabama            | 6 maj          |
| 11                       | Bojangles' Southern 500                              | Darlington Raceway, Darlington, South Carolina         | 12 maj         |
| U                        | Sprint Showdown                                      | Charlotte Motor Speedway, Concord, North Carolina      | 19 maj         |
| U                        | Nascar Sprint All-Star Race                          | Charlotte Motor Speedway, Concord, North Carolina      | 19 maj         |
| 12                       | Coca-Cola 600                                        | Charlotte Motor Speedway, Concord, North Carolina      | 27 maj         |
| 13                       | Fedex 400 benefiting Autism Speaks                   | Dover International Speedway, Dover, Delaware          | 3 juni         |
| 14                       | Pocono 400 presented by #NASCAR                      | Pocono Raceway, Long Pond, Pennsylvania                | 10 juni        |
| 15                       | Quicken Loans 400                                    | Michigan International Speedway, Brooklyn, Michigan    | 17 juni        |
| 16                       | Toyota/Save Mart 350                                 | Sonoma Raceway, Sonoma, Kalifornien                    | 24 juni        |
| 17                       | Quaker State 400                                     | Kentucky Speedway, Sparta, Kentucky                    | 30 juni        |
| 18                       | Coke Zero 400 powered by Coca-Cola                   | Daytona International Speedway, Daytona Beach, Florida | 7 juli         |
| 19                       | Lenox Industrial Tools 301                           | New Hampshire Motor Speedway, Loudon, New Hampshire    | 15 juli        |
| 20                       | Crown Royal presents the Curtiss Shaver 400          | Indianapolis Motor Speedway, Speedway, Indiana         | 29 juli        |
| 21                       | Pennsylvania 400                                     | Pocono Raceway, Long Pond, Pennsylvania                | 5 augusti      |
| 22                       | Finger Lakes 355 at The Glen                         | Watkins Glen International, Watkins Glen, New York     | 12 augusti     |
| 23                       | Pure Michigan 400                                    | Michigan International Speedway, Brooklyn, Michigan    | 19 augusti     |
| 24                       | Irwin Tools Night Race                               | Bristol Motor Speedway, Bristol, Tennessee             | 25 augusti     |
| 25                       | Advocare 500                                         | Atlanta Motor Speedway, Hampton, Georgia               | 2 september    |
| 26                       | Federated Auto Parts 400                             | Richmond International Raceway, Richmond, Virginia     | 8 september    |
| Chase for the Sprint Cup |                                                      |                                                        |                |
| 27                       | Geico 400                                            | Chicagoland Speedway, Joliet, Illinois                 | 16 september   |
| 28                       | Sylvania 300                                         | New Hampshire Motor Speedway, Loudon, New Hampshire    | 23 september   |
| 29                       | AAA 400                                              | Dover International Speedway, Dover, Delaware          | 30 september   |
| 30                       | Good Sam Roadside Assistance 500                     | Talladega Superspeedway, Talladega, Alabama            | 7 oktober      |
| 31                       | Bank of America 500                                  | Charlotte Motor Speedway, Concord, North Carolina      | 13 oktober     |
| 32                       | Hollywood Casino 400                                 | Kansas Speedway, Kansas City, Kansas                   | 21 oktober     |
| 33                       | Tums Fast Relief 500                                 | Martinsville Speedway, Ridgeway, Virginia              | 28 oktober     |
| 34                       | AAA Texas 500                                        | Texas Motor Speedway, Fort Worth, Texas                | 4 november     |
| 35                       | Advocare 500                                         | Phoenix International Raceway, Phoenix, Arizona        | 11 november    |
| 36                       | Ford Ecoboost 400                                    | Homestead-Miami Speedway, Homestead, Florida           | 18 november    |

## Resultat
| Nr                       | Tävling                                              | Pole position      | Flest ledda varv   | Vinnare            | Team                      | Konstruktör          | Rapport |
| ------------------------ | ---------------------------------------------------- | ------------------ | ------------------ | ------------------ | ------------------------- | -------------------- | ------- |
| U                        | Budweiser Shootout                                   | Martin Truex Jr.   | Greg Biffle        | Kyle Busch         | Joe Gibbs Racing          | Toyota               | Rapport |
| KV                       | Gatorade Duel 1                                      | Carl Edwards       | Denny Hamlin       | Tony Stewart       | Stewart-Haas Racing       | Chevrolet            | Rapport |
| KV                       | Gatorade Duel 2                                      | Greg Biffle        | Greg Biffle        | Matt Kenseth       | Roush Fenway Racing       | Ford                 | Rapport |
| 1                        | Daytona 500                                          | Carl Edwards       | Denny Hamlin       | Matt Kenseth       | Roush Fenway Racing       | Ford                 | Rapport |
| 2                        | Subway Fresh Fit 500                                 | Mark Martin        | Kevin Harvick      | Denny Hamlin       | Joe Gibbs Racing          | Toyota               | Rapport |
| 3                        | Kobalt Tools 400                                     | Kasey Kahne        | Tony Stewart       | Tony Stewart       | Stewart-Haas Racing       | Chevrolet            | Rapport |
| 4                        | Food City 500                                        | Greg Biffle        | Brad Keselowski    | Brad Keselowski    | Penske Racing             | Dodge                | Rapport |
| 5                        | Auto Club 400                                        | Denny Hamlin       | Kyle Busch         | Tony Stewart       | Stewart-Haas Racing       | Chevrolet            | Rapport |
| 6                        | Goody's Fast Relief 500                              | Kasey Kahne        | Jeff Gordon        | Ryan Newman        | Stewart-Haas Racing       | Chevrolet            | Rapport |
| 7                        | Samsung Mobile 500                                   | Martin Truex Jr.   | Jimmie Johnson     | Greg Biffle        | Roush Fenway Racing       | Ford                 | Rapport |
| 8                        | STP 400                                              | A. J. Allmendinger | Martin Truex Jr.   | Denny Hamlin       | Joe Gibbs Racing          | Toyota               | Rapport |
| 9                        | Capital City 400 presented by Virginia is for Lovers | Mark Martin        | Carl Edwards       | Kyle Busch         | Joe Gibbs Racing          | Toyota               | Rapport |
| 10                       | Aaron's 499                                          | Jeff Gordon        | Matt Kenseth       | Brad Keselowski    | Penske Racing             | Dodge                | Rapport |
| 11                       | Bojangles' Southern 500                              | Greg Biffle        | Jimmie Johnson     | Jimmie Johnson     | Hendrick Motorsports      | Chevrolet            | Rapport |
| U                        | Sprint Showdown                                      | A.J. Allmendinger  | Dale Earnhardt Jr. | Dale Earnhardt Jr. | Chevrolet                 | Hendrick Motorsports | Rapport |
| U                        | Sprint All-Star Race                                 | Kyle Busch         | Brad Keselowski    | Jimmie Johnson     | Hendrick Motorsports      | Chevrolet            | Rapport |
| 12                       | Coca-Cola 600                                        | Aric Almirola      | Greg Biffle        | Kasey Kahne        | Hendrick Motorsports      | Chevrolet            | Rapport |
| 13                       | Fedex 400 benefiting Autism Speaks                   | Mark Martin        | Jimmie Johnson     | Jimmie Johnson     | Hendrick Motorsports      | Chevrolet            | Rapport |
| 14                       | Pocono 400                                           | Joey Logano        | Joey Logano        | Joey Logano        | Joe Gibbs Racing          | Toyota               | Rapport |
| 15                       | Quicken Loans 400                                    | Marcos Ambrose     | Dale Earnhardt Jr. | Dale Earnhardt Jr. | Hendrick Motorsports      | Chevrolet            | Rapport |
| 16                       | Toyota/Save Mart 350                                 | Marcos Ambrose     | Clint Bowyer       | Clint Bowyer       | Michael Waltrip Racing    | Toyota               | Rapport |
| 17                       | Quaker State 400                                     | Jimmie Johnson     | Kyle Busch         | Brad Keselowski    | Penske Racing             | Dodge                | Rapport |
| 18                       | Coke Zero 400                                        | Matt Kenseth       | Matt Kenseth       | Tony Stewart       | Stewart-Haas Racing       | Chevrolet            | Rapport |
| 19                       | Lenox Industrial Tools 301                           | Kyle Busch         | Denny Hamlin       | Kasey Kahne        | Hendrick Motorsports      | Chevrolet            | Rapport |
| 20                       | Brickyard 400                                        | Denny Hamlin       | Jimmie Johnson     | Jimmie Johnson     | Hendrick Motorsports      | Chevrolet            | Rapport |
| 21                       | Pennsylvania 400                                     | Juan Pablo Montoya | Jimmie Johnson     | Jeff Gordon        | Hendrick Motorsports      | Chevrolet            | Rapport |
| 22                       | Finger Lakes 355 at The Glen                         | Juan Pablo Montoya | Kyle Busch         | Marcos Ambrose     | Richard Petty Motorsports | Ford                 | Rapport |
| 23                       | Pure Michigan 400                                    | Mark Martin        | Mark Martin        | Greg Biffle        | Roush Fenway Racing       | Ford                 | Rapport |
| 24                       | Irwin Tools Night Race                               | Casey Mears        | Joey Logano        | Denny Hamlin       | Joe Gibbs Racing          | Toyota               | Rapport |
| 25                       | Advocare 500                                         | Tony Stewart       | Denny Hamlin       | [Denny Hamlin      | Joe Gibbs Racing          | Toyota               | Rapport |
| 26                       | Federated Auto Parts 400                             | Dale Earnhardt Jr. | Denny Hamlin       | Clint Bowyer       | Michael Waltrip Racing    | Toyota               | Rapport |
| Chase for the Sprint Cup |                                                      |                    |                    |                    |                           |                      |         |
| 27                       | Geico 400                                            | Jimmie Johnson     | Jimmie Johnson     | Brad Keselowski    | Penske Racing             | Dodge                | Rapport |
| 28                       | Sylvania 300                                         | Jeff Gordon        | Denny Hamlin       | Denny Hamlin       | Joe Gibbs Racing          | Toyota               | Rapport |
| 29                       | AAA 400                                              | Denny Hamlin       | Kyle Busch         | Brad Keselowski    | Penske Racing             | Dodge                | Rapport |
| 30                       | Good Sam Roadside Assistance 500                     | Kasey Kahne        | Jamie McMurray     | Matt Kenseth       | Roush Fenway Racing       | Ford                 | Rapport |
| 31                       | Bank of America 500                                  | Greg Biffle        | Brad Keselowski    | Clint Bowyer       | Michael Waltrip Racing    | Toyota               | Rapport |
| 32                       | Hollywood Casino 400                                 | Kasey Kahne        | Matt Kenseth       | Matt Kenseth       | Roush Fenway Racing       | Ford                 | Rapport |
| 33                       | Tums Fast Relief 500                                 | Jimmie Johnson     | Jimmie Johnson     | Jimmie Johnson     | Hendrick Motorsports      | Chevrolet            | Rapport |
| 34                       | AAA Texas 500                                        | Jimmie Johnson     | Jimmie Johnson     | Jimmie Johnson     | Hendrick Motorsports      | Chevrolet            | Rapport |
| 35                       | AdvoCare 500                                         | Kyle Busch         | Kyle Busch         | Kevin Harvick      | Richard Childress Racing  | Chevrolet            | Rapport |
| 36                       | Ford EcoBoost 400                                    | Joey Logano        | Kyle Busch         | Jeff Gordon        | Hendrick Motorsports      | Chevrolet            | Rapport |

### Märkesmästerskapet
| Pos     | Tillverkare | Vinster | Poäng |
| ------- | ----------- | ------- | ----- |
| 1       | Chevrolet   | 15      | 249   |
| 2       | Toyota      | 10      | 213   |
| 3       | Ford        | 6       | 174   |
| 4       | Dodge       | 5       | 156   |
| Källor: |             |         |       |